# Stade Nicolas-Kaufmann
 (mars 2025).
Le stade Nicolas-Kaufmann est un stade situé à Nîmes en France. 

## Historique
Le Rugby club nîmois est fondé en 1963 sous l'impulsion de Nicolas Kaufmann qui deviendra président du club et dont le stade actuel porte son nom. 
Le stade connaît notamment comme clubs résidents le Rugby club nîmois, club de rugby à XV et les Centurions de Nîmes, club de football américain.